# Terremoto de San Juan de 2021
El Terremoto de San Juan de 2021 fue un sismo ocurrido a las 23:46:20 (hora local) (UTC-3) del lunes 18 de enero de 2021 con una magnitud de 6.4 en la escala de Ritcher  y una intensidad de VII en la escala sismológica de Mercalli. El epicentro se localizó a 53 km al oeste de Media Agua, a 57 km al suroeste de  la ciudad de San Juan y a 113 km al norte de Mendoza y tuvo una profundidad de 8 km. El sismo también fue sentido en algunas zonas de la Zona Central de Chile como Santiago, Valparaíso y Coquimbo. 
También fue sentido en la Provincia de Mendoza, con una intensidad V en la Escala sismológica de Mercalli, donde dejó muy pocos daños materiales y algunas viviendas destruidas en la zona limítrofe de la provincia.
Se registraron varios daños materiales, como el derrumbe total de algunas viviendas cercanas al epicentro, también algunos daños moderados en estructuras no sismorresistentes ubicados en la capital local y algunos daños leves en varias estructuras de la provincia. 
Las réplicas que trajo el movimiento sísmico fueron 154 pasadas las 72 horas del sismo principal, las réplicas oscilaban entre las magnitudes de 2.4 y 5.8.

## Intensidades
Argentina: Según el INPRES.
| Localidad    | Provincia | Intensidad |
| ------------ | --------- | ---------- |
| Media Agua   | San Juan  | VI-VII     |
| La Rinconada | San Juan  | VI-VII     |
| Los Berros   | San Juan  | VI-VII     |
| Carpintería  | San Juan  | VI-VII     |
| Barreal      | San Juan  | VI-VII     |
| San Juan     | San Juan  | V-VI       |
| Mendoza      | Mendoza   | V          |
| La Rioja     | La Rioja  | IV         |
| Córdoba      | Córdoba   | III-IV     |

 Chile: Según el Onemi.
| Localidad           | Región        | Intensidad |
| ------------------- | ------------- | ---------- |
| Alto del Carmen     | Atacama       | IV         |
| Copiapó             | Atacama       | III        |
| Freirina            | Atacama       | III        |
| Huasco              | Atacama       | II         |
| Tierra Amarilla     | Atacama       | III        |
| Vallenar            | Atacama       | III        |
| Andacollo           | Coquimbo      | III        |
| Canela              | Coquimbo      | II         |
| Combarbalá          | Coquimbo      | IV         |
| Coquimbo            | Coquimbo      | III        |
| Illapel             | Coquimbo      | V          |
| La Higuera          | Coquimbo      | III        |
| La Serena           | Coquimbo      | IV         |
| Los Vilos           | Coquimbo      | II         |
| Monte Patria        | Coquimbo      | IV         |
| Ovalle              | Coquimbo      | III        |
| Paiguano            | Coquimbo      | V          |
| Punitaqui           | Coquimbo      | IV         |
| Río Hurtado         | Coquimbo      | III        |
| Salamanca           | Coquimbo      | V          |
| Vicuña              | Coquimbo      | V          |
| Casablanca          | Valparaíso    | III        |
| Catemu              | Valparaíso    | IV         |
| El Tabo             | Valparaíso    | IV         |
| La Ligua            | Valparaíso    | V          |
| Quilpué             | Valparaíso    | V          |
| San Antonio         | Valparaíso    | IV         |
| San Felipe          | Valparaíso    | IV         |
| Santa María         | Valparaíso    | IV         |
| Valparaíso          | Valparaíso    | V          |
| Villa Alemana       | Valparaíso    | IV         |
| Zapallar            | Valparaíso    | V          |
| El Bosque           | Metropolitana | IV         |
| La Florida          | Metropolitana | III        |
| Las Condes          | Metropolitana | IV         |
| Macul               | Metropolitana | V          |
| Maipú               | Metropolitana | III        |
| Melipilla           | Metropolitana | V          |
| Pedro Aguirre Cerda | Metropolitana | IV         |
| Peñalolén           | Metropolitana | IV         |
| Providencia         | Metropolitana | IV         |
| Pudahuel            | Metropolitana | IV         |
| Puente Alto         | Metropolitana | II         |
| Quinta Normal       | Metropolitana | IV         |
| Recoleta            | Metropolitana | II         |
| San José de Maipo   | Metropolitana | V          |
| Santiago            | Metropolitana | III        |
| Chépica             | O'Higgins     | III        |
| Lolol               | O'Higgins     | III        |
| Mostazal            | O'Higgins     | IV         |
| Peumo               | O'Higgins     | III        |
| Rancagua            | O'Higgins     | IV         |
| Santa Cruz          | O'Higgins     | III        |
| Curicó              | Maule         | III        |
| Pencahue            | Maule         | II         |
| Rauco               | Maule         | III        |
| Sagrada Familia     | Maule         | II         |

## Consecuencias
De todos los daños producidos por el sismo, uno de los más destacados fue la grieta que dividió en dos a un sector de la Ruta Nacional 40, la cual quedó inhabilitada para circular durante varias semanas hasta el fin de su reparación y mantenimiento el día 17 de abril del mismo año.
Se reportaron 30 000 viviendas dañadas de forma leve o moderada en la provincia, y 3000 viviendas dañadas en su totalidad, la mayoría de los damnificados tuvo que dormir con las camas afuera de la casa por precaución de derrumbes en estructuras que fueron alteradas por el movimiento. La luz se cortó en la mayoría de la provincia, en algunas zonas regresó a los minutos y en algunas zonas, a las pocas horas. El Gobernador de la Provincia de Misiones donó 25 casas prefabricadas, las cuales son de Pino Elliotis a la provincia, dichas casas que se sumaron a los módulos habitacionales que adquirió la Provincia y que fueron destinadas a las familias que sufrieron la pérdida de sus casas. En Santiago informaron objetos colgantes moviéndose.